# 1338
Пізнє Середньовіччя •  Реконкіста •  Ганза •  Авіньйонський полон пап •  Монгольська імперія •  Чорна смерть •  Столітня війна

## Геополітична ситуація
Візантійську імперію очолює Андронік III Палеолог (до 1341). Імператором Священної Римської імперії
є Людвіг Баварський (до 1347). У Франції править Філіп VI Валуа (до 1350).
Апеннінський півострів розділений: північ належить Священній Римській імперії, середню частину займає Папська область, південь належить Неаполітанському королівству. Деякі міста півночі: Венеція, Піза, Генуя тощо, мають статус міст-республік. Триває боротьба гвельфів та гібелінів.
Майже весь Піренейський півострів займають християнські Кастилія і Леон, Арагонське королівство та Португалія, під владою маврів залишилися тільки землі на самому півдні. Едуард III королює в Англії (до 1377), Магнус Еріксон є королем Норвегії та Швеції (до 1364), а королем Польщі — Казимир III (до 1370). У Литві править князь Гедимін (до 1341).
Руські землі перебувають під владою Золотої Орди. Почалося захоплення територій сучасних України й Білорусі Литвою. Галицько-Волинське князівство очолює Юрій II Болеслав (до 1340). В Києві править князь Федір Іванович. Ярлик на володимирське князівство має московський князь Іван Калита.
Монгольська імперія займає більшу частину Азії, але вона розділена на окремі улуси, що воюють між собою. У Китаї, зокрема, править монгольська династія Юань. У Єгипті владу утримують мамлюки. Мариніди правлять у Магрибі. Делійський султанат є наймогутнішою державою Індії. В Японії почався період Муроматі.
Цивілізація мая переживає посткласичний період. Почали зароджуватися цивілізація ацтеків та інків.

## Події
- Галицько-Волинський князь Юрій II Болеслав заповів свої землі польському королю Казимиру III.
- Імператор Священної Римської імперії Людвіг Баварський проголосив маніфест Fidem Catholicam, що стверджував рівність імператора з папою римським. Німецькі виборці підтримали його.
- Зустрівшись з англійським королем Едуардом III, Людвіг Баварський підтримав претензії Едуарда на французький трон і призначив його вікарієм імперії.
- У Фладрії повстанці на чолі з Якобом ван Артевелде вигнали графа Невера й захопили владу. Міста Гент, Брюгге та Іпр утворили союз.
- Війська французького короля узялися за завоювання Гієні й напали на англійський Портсмут.
- Англійські сили висадилися в Анвері.
- У Японії Асікаґа Такаудзі отримав посаду сьогуна. Встановився сьоґунат Муроматі.
- У війні з китайцями в Гімалаях Делійський султанат зазнав значних втрат, чим скористався Бенгал, звільнившись від влади Делі.

## Народились
- 21 січня — Карл V Мудрий, король Франції (1364-1380).